# Séparation des pouvoirs au Canada
Pour un article plus général, voir Séparation des pouvoirs.
Le présent article concerne les règles relatives à la séparation des pouvoirs au Canada. Le Canada n'a pas un régime de séparation stricte des pouvoirs, il a un régime de souveraineté parlementaire de type britannique où le pouvoir législatif est en principe le pouvoir le plus puissant, sous réserve du fait qu'il est exercé par les mêmes personnes qui détiennent également le pouvoir exécutif (monarchie constitutionnelle). Le pouvoir judiciaire est entièrement autonome des pouvoirs législatif et exécutif, mais ses décisions peuvent en théorie être cassées par des lois du Parlement, ce qui ne se produit que très rarement.

## Régime de souveraineté parlementaire
En vertu de la Loi constitutionnelle de 1867, le Canada a un régime de souveraineté parlementaire similaire à celui du Royaume-Uni. Cela signifie que le pouvoir législatif est le pouvoir le plus puissant. Au paragraphe 15 du Renvoi sur la sécession du Québec, la Cour suprême affirme que « La Constitution canadienne n'impose pas une séparation stricte des pouvoirs. Le Parlement et les législatures provinciales peuvent à bon droit confier aux tribunaux d'autres fonctions juridiques, et conférer certaines fonctions judiciaires à des organismes qui ne sont pas des tribunaux ».
Le régime de souveraineté parlementaire est un héritage historique britannique qui provient ultimement du conflit entre les parlementaires britanniques et la dynastie des Stuarts. Ce conflit a dans un premier temps causé la guerre civile anglaise (1642-1651) et dans un deuxième temps, il a mené à l'exclusion des Stuarts du trône et à la proclamation du Bill of Rights de 1689, où la souveraineté du Parlement est inscrite au cœur du régime constitutionnel.
L'entrée en vigueur de la Charte canadienne des droits et libertés en 1982 n'a pas changé le fait que le Canada est sous un régime de souveraineté parlementaire car le Parlement a conservé le pouvoir de déroger à l'immense majorité des droits de la Charte.
Même s'il dispose d'un gouvernement majoritaire, le premier ministre a l'obligation de conserver la confiance de la Chambre, car s'il ne la conserve pas (par ex. en cas de rébellion des députés de son caucus), il sera contraint de démissionner.
Le gouverneur général  fait partie du Parlement canadien car la Constitution canadienne suit le modèle westminstérien de la « Couronne-en-Parlement ». Toute tentative d'abolition ou d'usurpation importante du rôle du gouverneur général ou du lieutenant gouverneur d'une province par voie de référendum sans le consentement unanime des provinces est en conséquence une violation de la souveraineté parlementaire, en vertu d'un renvoi de la Cour suprême du Canada de 1919.

## Incarnation du pouvoir exécutif dans la personne du gouverneur général du Canada
Le pouvoir exécutif est rendu au nom de la « Couronne » et non pas directement au nom du premier ministre ou du Parlement. Au Canada, la personne qui représente la Couronne est le gouverneur-général du Canada. À l'époque coloniale, le gouverneur général était nommé par le gouvernement britannique et il exerçait un véritable pouvoir de veto sur les décisions de la législature coloniale (voir à ce sujet la biographie de James Henry Craig). Toutefois, à l'époque contemporaine, il est nommé par le premier ministre du Canada, son pouvoir n'est que symbolique et il n'a aucun pouvoir de s'opposer aux lois dûment adoptées par les députés et sénateurs du Parlement. Son rôle se limite en pratique à effectuer la sanction des lois. En vertu des articles 9 à 16 de la Loi constitutionnelle de 1867, les principales fonctions de l'exécutif sont confiées aux représentants de la monarchie; toutefois, en vertu de conventions constitutionnelles, ces dispositions sont entièrement symboliques et dans les faits, les pouvoirs de l'exécutif sont exercées par le cabinet du Canada, donc par le premier ministre et les ministres qu'il nomme, qui sont investis des pouvoirs du gouverneur général en conseil.
Le gouverneur général peut exceptionnellement rendre une décision politique à caractère autonome lorsque les partis politiques de la Chambre ne parviennent pas à former un cabinet ministériel ou à s'entendre sur la dissolution du Parlement. Cette règle provient de l'affaire King-Byng de 1926.
Lorsque le gouverneur général du Canada démissionne et qu'un remplaçant officiel n'est pas immédiatemement disponible, le juge en chef du Canada peut occuper par intérim le poste de gouverneur général, et par le fait même, il peut incarner simultanément le pouvoir exécutif et le pouvoir judiciaire. C'est ainsi que le juge en chef Richard Wagner a remplacé le gouverneure générale Julie Payette pendant un certain temps après la démission de celle-ci, jusqu'à la nomination de Mary Simon comme gouverneure générale.

## Tendance vers la fusion entre les mêmes personnes du pouvoir législatif et du pouvoir exécutif
Contrairement aux régimes républicains stricts comme les États-Unis où il est impossible d'être à la fois député et ministre, sauf exception, le cabinet du Canada est presque entièrement formé de ministres qui ont auparavant été élus comme députés du parti ayant le plus de sièges à la Chambre des communes. La règle voulant qu'une fois nommés ministres, les députés du parti au pouvoir mettent les bottes du gouverneur général en conseil est une convention constitutionnelle non explicitement affirmée dans la Constitution mais qui a pleine force en tant que règle de droit. En pratique, lorsque le gouvernement est majoritaire, l'existence de députés-ministres se traduit par une certaine fusion entre le pouvoir législatif et le pouvoir exécutif.
Il existe des exceptions à la règle voulant que pour être ministre, il faut d'abord être élu député. Un ministre peut dans certains cas être issu du Sénat du Canada après y avoir été nommé par le premier ministre ː par exemple, le sénateur Michael Fortier a été nommé au cabinet du Canada malgré le fait qu'il était sénateur et non pas député. D'autre part, le premier ministre  Mark Carney est devenu premier ministre sans jamais avoir été élu à la Chambre des communes ou à un quelconque mandat électif car au moment où il est devenu chef du Parti libéral du Canada, il n'était pas député et le Parti libéral avait le plus de sièges à la Chambre des communes.
En revanche, une fusion entre le pouvoir judiciaire et le pouvoir législatif est impossible car en vertu de dispositions de la Loi électorale du Canada, les juges nommés par le gouvernement  n'ont pas le droit de se porter candidats aux élections.

## Indépendance des juges et pouvoir créateur de droit de ceux-ci
Les juges sont nettement séparés du pouvoir législatif et du pouvoir exécutif en raison du principe de l'indépendance judiciaire, sous réserve de la possibilité pour le juge en chef d'exercer les fonctions de gouverneur général. Mais le Parlement est théoriquement au-dessus du pouvoir judiciaire car il peut adopter des lois déclaratoires qui cassent des décisions judiciaires, bien que de telles lois soient rarement adoptées. Le Parlement peut également déroger aux règles constitutionnelles en matière de droits de la personne par le biais de la disposition de dérogation à la Charte canadienne des droits et libertés. Les juges peuvent être démis de leurs fonctions par un vote de la Chambre et du Sénat après une recommandation du conseil de la magistrature.
Dans l'arrêt Toronto (Cité) c. Ontario (Procureur général) de 2021, la Cour suprême du Canada affirme  « le rôle simplement interprétatif du principe constitutionnel non écrit de l’indépendance de la magistrature pour compléter le texte des art. 96  et 100 » de Loi constitutionnelle de 1867 ». Donc l'indépendance judiciaire doit être rangée au rang des principes non écrits qui ne peuvent pas servir à invalider des lois, d'après cette décision du plus haut tribunal.
Bien que les juges de la Cour suprême n'ont absolument aucun pouvoir législatif, en vertu du pouvoir créateur de droit des juges de common law, ils ont le pouvoir de créer de toutes pièces des règles de droit de common law lorsqu'ils rendent des arrêts de principe. À titre d'exemple, dans l'arrêt Guerin c. La Reine de 1984, la Cour suprême a créé de toutes pièces la règle de l'obligation fiduciaire de la Couronne envers les peuples autochtones. Cette règle n'avait aucune existence juridique officielle auparavant, mais la Cour avait le pouvoir de créer cette règle en tant que cour de justice de common law.
Selon l'ancien juge et professeur de droit Jean-Louis Baudouin, les juges canadiens interprètent avec rigueur le droit et ne s'adonnent pas à l'activisme judiciaire. Toutefois, ils peuvent parfois se retrouver dans une position délicate lorsque le législateur choisit de ne pas trancher certains enjeux de société sensibles, laissant ainsi aux tribunaux le soin de combler ce vide juridique, une forme d’inertie parlementaire que Baudouin déplore.

## Domination dans les faits du pouvoir exécutif sur le pouvoir législatif dans l'exercice du pouvoir au quotidien
Dans les faits, malgré le régime de souveraineté parlementaire, dans l'exercice du pouvoir au quotidien, on constate une certaine domination du pouvoir exécutif sur le pouvoir législatif. À titre d'exemple, dans le rapport Gomery rendu à la suite du scandale des commandites, le juge John Gomery déplore que toutes les décisions au quotidien sont rendues dans le secret à partir du bureau du premier ministre du Canada. Le premier ministre du Canada a réellement des pouvoirs semblables à ceux d'un monarque car il concentre en ses mains le pouvoir exécutif et le pouvoir législatif. Et s'il le souhaitait, il pourrait casser les décisions des juges en faisant adopter des lois déclaratoires au Parlement du Canada.
En vertu des règles de la Chambre des communes du Canada, le droit à la dissidence des députés est minimal, car les députés sont surveillés par des whips choisis par le premier ministre, toute dissidence étant susceptible d'entraîner une exclusion du caucus du parti et une privation de fonds en vue de la réélection.

## Le fédéralisme établit des limites au pouvoir du Parlement fédéral et du premier ministre canadien
Malgré une certaine concentration des pouvoirs législatif et exécutif, le pouvoir du premier ministre canadien est notamment limité par le partage des compétences de la Constitution du Canada. Ainsi, le Parlement fédéral ne peut adopter des lois qu'en vertu de sa part de compétences législatives définies à l'article 91 de la Loi constitutionnelle de 1867 ː 

« * Toute loi visant la paix, l'ordre et le bon gouvernement.
- le service militaire, les Forces canadiennes et toutes les questions touchant la défense nationale ;
- la citoyenneté canadienne et les immigrants ;
- le droit criminel et les pénitenciers
- le commerce interprovincial et la réglementation générale du commerce ;
- les banques ;
- la monnaie canadienne et les lettres de change ;
- le taux d'intérêt ;
- la faillite ;
- les brevets, le droit d'auteur et les marques de commerce
- l'assurance-emploi ;
- des conditions pour se marier et divorcer
- le statut des Amérindiens au Canada ;
- les pêcheries en mer ;
- les poids et mesures ;
- le service des postes (Postes Canada) ;
- le recensement. »

Ainsi, si le Parlement fédéral adopte une loi qui est en dehors de ses compétences, la loi peut être déclarée ultra vires. En vertu de la théorie du double aspect, certains domaines de législation comme l'environnement peuvent être des matières de compétence mixte, c'est-à-dire qu'ils peuvent avoir à la fois un aspect fédéral et un aspect provincial.
Avant l'arrêt Bell Canada c. Québec (Commission de la santé et de la sécurité du travail) de 1988, il était extrêmement rare que la Cour suprême du Canada limite l'application de lois fédérales car le premier ministre canadien nommait très souvent un juge en chef du Canada qui avait un préjugé extrêmement favorable aux lois fédérales. Les historiens et constitutionnalistes soulignent notamment que le juge Bora Laskin  (juge en chef de 1973 à 1984) avait un biais évident en faveur des lois fédérales et qu'il n'a jamais accepté d'en invalider une tout au long de sa carrière de juge. Toutefois, de nos jours, la position de la Cour suprême est beaucoup plus équilibrée, elle accepte à l'occasion d'invalider des lois fédérales en vertu de la théorie du caractère véritable.